# Dornier Do 33/KAD
Unter dem Kürzel KAD wurde bei Dornier 1966 bis 1970 ein Luftaufklärungssystem Korps-Aufklärungs-Drohne geführt. Dornier erhielt vom Bundesministerium der Verteidigung 1966 den Auftrag für eine Aufklärungsdrohne zur Gefechtsfeldüberwachung und Zielakquisition im Bereich eines Korps des Heeres, d. h. bis 150 km vor den vorderen Rand der Verteidigung. Nutzer/Betreiber sollte das Heer sein, besonders auch weil die dafür vorgesehene RF-104 der Luftwaffe wegen der bekannten Probleme dieser Aufgabe nur bedingt nachkam. Außerdem hielt das Heer die Zeit zwischen Überflug durch die Luftwaffe und Vorliegen der Aufklärungsergebnisse beim Heer (ca. 4 Std.) für viel zu lang. Deshalb wurden für die Drohne die Tag- und Nacht-Allwettereinsatzfähigkeit, die Auswertung der Aufklärungsergebnisse unmittelbar bei der Batterie und die Möglichkeit des erneuten Einsatzes der Drohne eine Stunde nach Rückkehr von einer Mission verlangt. Das Projekt wurde abgebrochen, als die Bundeswehr ihr Konzept änderte, die Luftwaffe die Phantom RF-4E einführte und als „Dienstleistung“ für das Heer auch diese Aufklärung übernahm.
Es waren 6 Batterien geplant, wobei jede Batterie sechs Flugkörper und Bodenanlagen für Missionsplanung, Start, Auswertung der Aufklärungsergebnisse und Instandhaltung haben sollte. Die Batterie sollte in der Lage sein, eine Drohne binnen einer Stunde nach der Landung für einen neuen Start vorzubereiten.
Das Flugsystem ist heute im Dornier-Museum in Friedrichshafen ausgestellt.

## Beschreibung
In der Konzept- und Definitionsphase 1966/1967 einigte man sich auf eine schnellfliegende Drohne mit Antrieb durch ein Strahltriebwerk von General Electric, die mit Mach 0,85 (bis 1000 km/h) im Tiefflug in 100 bis 1000 m Höhe über Grund fliegen sollte. Der Flugweg mit Hinflug, Umkehrschleife und Rückflug sollte 400 km betragen und hätte etwa eine halbe Stunde gedauert. Der Start sollte mit Booster von einer Lafette aus erfolgen. Um die genaue Landung in Nähe der Bodenstation zu erreichen, sollte die Drohne mit einem Rotor wie ein Hubschrauber senkrecht landen. Hierzu dienten drei verkürzbare Rotorblätter am drehbaren Heckteil in ruhender Längsstellung beim Marschflug als Leitwerk, zum Rotorflug bei der Landung wurden sie gedreht, verlängerten sich teleskopartig und wurden durch 3 ausklappbare Düsen von den heißen Abgasen des Strahltriebwerkes angetrieben. Die Drohne bildete so technisch gesehen eine Drohnen-Hubschrauber-Kombination. Im Hubschrauberflug sollte die Drohne zunächst den Sensorenteil bei der Auswerteeinheit der Batterie ablegen und sodann zur Instandsetzungs- und Startvorbereitungseinheit verlegen, um für die nächste Mission vorbereitet zu werden.
Es waren verschiedene Sensorpakete vorgesehen, die innerhalb zehn Minuten je nach Bedarf eingebaut/gewechselt werden sollten, wie eine Reihenbildkamera von Zeiss, ein Infrarotlinescanner von Hawker Siddeley oder ein hochauflösendes Side-Looking-Airborne-Radar von Goodyear. Die Drohne flog vorprogrammiert mit einem Autopiloten und konnte die Aufklärungsergebnisse über einen Datenlink simultan an die Bodenstation liefern.
Im Januar 1968 begann die Hauptentwicklung. Ein Funktionsmuster wurde gebaut und besonders der Rotor weitgehend entwickelt und erprobt.